# Väne kontrakt
Väne kontrakt är ett kontrakt i Skara stift inom Svenska kyrkan.
Kontraktskoden är 0303.

## Administrativ historik
Kontraktet omfattade före 1962 
- Vänersborgs församling som 2010 uppgick i Vänersborg och Väne-Ryrs församling
- Vassända-Naglums församling som 1947 uppgick i Vänersborgs församling
- Väne-Ryrs församling som 2010 uppgick i Vänersborg och Väne-Ryrs församling
- Västra Tunhems församling
- Gärdhems församling
- Väne-Åsaka församling som 2002 uppgick i Åsaka-Björke församling
- Norra Björke församling som 2002 uppgick i Åsaka-Björke församling
- Trollhättans församling
- Stora Mellby församling som 1962 överfördes till Kullings kontrakt
- Magra församling som 1962 överfördes till Kullings kontrakt
- Erska församling som 1962 överfördes till Kullings kontrakt
- Lagmansereds församling som 1962 överfördes till Kullings kontrakt
- Vänersnäs församling

samt nedanstående församlingar som 1995 överfördes till Barne kontrakt
- Tengene församling
- Trökörna församling
- Hyringa församling
- Malma församling
- Längnums församling
- Särestads församling
- Bjärby församling
- Håle församling
- Tängs församling
- Flakebergs församling
- Flo församling
- Ås församling
- Sals församling
- Främmestads församling
- Bärebergs församling

1989 bildades
- Lextorps församling som 2022 uppgick i Trollhättans församling
- Götalundens församling som 2022 uppgick i Trollhättans församling

2010 tillfördes från Göta Älvdalens kontrakt och Göteborgs stift
- Fors-Rommele församling som 2023 uppgick i en nybildad Rommele församling.
- Upphärads församling som 2023 uppgick i en nybildad Rommele församling.